# Darko Miličić
Darko Miličić (in serbo Дарко Миличић?; Novi Sad, 20 giugno 1985) è un ex cestista serbo.
Miličić è il più giovane giocatore ad aver giocato una finale NBA, 18 anni e 356 giorni nelle finali NBA del 2004, poi vinte dai Pistons.

## Carriera
Fu scelto dai Detroit Pistons al draft dell'anno 2003 col numero 2, dietro al solo LeBron James. A posteriori questa scelta fu molto criticata poiché Miličić, al tempo il migliore prospetto europeo, fu preferito a giocatori divenuti rapidamente stelle come Carmelo Anthony (scelto col n.3), Chris Bosh (n.4) e Dwyane Wade (n.5).
A Detroit Miličić rimase per tre stagioni giocando complessivamente 96 partite (di cui solo due da titolare) e non andando oltre gli 1,8 punti di media a partita (2004-05, sua migliore stagione in canotta Pistons). Nel 2006 venne ceduto agli Orlando Magic dove trovò maggiore spazio incrementado le proprie statistiche sino ad arrivare, nella sua seconda stagione, alla media di 8 punti e 5,5 rimbalzi a partita.
Nell'estate del 2007 disputa i campionati europei, ma al termine della competizione viene escluso dalla Nazionale serba, per via di un'intervista in cui Miličić minacciava con termini volgari le madri e le figlie degli arbitri. Durante la stessa estate si trasferisce ai Memphis Grizzlies, dove resta fino al giugno 2009 quando, in cambio di Quentin Richardson, passa ai New York Knicks.
Il 17 febbraio 2010 viene ceduto ai Minnesota Timberwolves in cambio di Brian Cardinal. Il 12 luglio viene tagliato dai Minnesota Timberwolves per poi approdare ai Boston Celtics il 20 settembre. Il 21 novembre ritorna ad essere di nuovo un free agent, tagliato anche dai Boston Celtics.
Nel 2013 ha ufficializzato il suo ritiro dall'NBA, mentre l'anno seguente ha annunciato di aver abbandonato l'attività da cestista per intraprendere quella di lottatore di kickboxing. Il 19 maggio 2015 ritorna a giocare a basket, in Serbia, firmando con la squadra del Metalac Valjevo, ma successivamente la vicenda si conclude con un nulla di fatto.

## Statistiche

### NBA

#### Regular Season
| Anno       | Squadra            | PG  | PT  | MP   | TC%  | 3P% | TL%  | RP  | AP  | PRP | SP  | PP  |
| ---------- | ------------------ | --- | --- | ---- | ---- | --- | ---- | --- | --- | --- | --- | --- |
| 2003-2004† | Detroit Pistons    | 34  | 0   | 4,7  | 26,2 | 0,0 | 58,3 | 1,3 | 0,2 | 0,2 | 0,4 | 1,4 |
| 2004-2005  | Detroit Pistons    | 37  | 2   | 6,9  | 32,9 | -   | 70,8 | 1,2 | 0,2 | 0,1 | 0,5 | 1,8 |
| 2005-2006  | Detroit Pistons    | 25  | 0   | 5,6  | 51,5 | 0,0 | 37,5 | 1,1 | 0,4 | 0,1 | 0,6 | 1,5 |
| 2005-2006  | Orlando Magic      | 30  | 1   | 20,9 | 50,7 | -   | 59,5 | 4,1 | 1,1 | 0,4 | 2,1 | 7,6 |
| 2006-2007  | Orlando Magic      | 80  | 16  | 23,9 | 45,4 | 0,0 | 61,3 | 5,5 | 1,1 | 0,6 | 1,8 | 8,0 |
| 2007-2008  | Memphis Grizzlies  | 70  | 64  | 23,8 | 43,8 | 0,0 | 55,4 | 6,1 | 0,8 | 0,5 | 1,6 | 7,2 |
| 2008-2009  | Memphis Grizzlies  | 61  | 15  | 17,0 | 51,5 | -   | 56,2 | 4,3 | 0,6 | 0,4 | 0,8 | 5,5 |
| 2009-2010  | N.Y. Knicks        | 8   | 0   | 8,9  | 47,1 | -   | -    | 2,3 | 0,5 | 0,5 | 0,1 | 2,0 |
| 2009-2010  | Minnesota T'wolves | 24  | 18  | 25,6 | 49,2 | 0,0 | 53,6 | 5,5 | 1,8 | 0,8 | 1,4 | 8,3 |
| 2010-2011  | Minnesota T'wolves | 69  | 69  | 24,4 | 46,9 | -   | 55,7 | 5,2 | 1,5 | 0,8 | 2,0 | 8,8 |
| 2011-2012  | Minnesota T'wolves | 29  | 23  | 16,3 | 45,4 | -   | 43,2 | 3,3 | 0,6 | 0,3 | 0,9 | 4,6 |
| 2012-2013  | Boston Celtics     | 1   | 0   | 5,0  | 0,0  | -   | -    | 1,0 | 0,0 | 0,0 | 0,0 | 0,0 |
| Carriera   | Carriera           | 468 | 208 | 18,5 | 46,0 | 0,0 | 57,4 | 4,2 | 0,9 | 0,4 | 1,3 | 6,0 |

#### Playoffs
| Anno     | Squadra         | PG | PT | MP   | TC%  | 3P% | TL%  | RP  | AP  | PRP | SP  | PP   |
| -------- | --------------- | -- | -- | ---- | ---- | --- | ---- | --- | --- | --- | --- | ---- |
| 2004†    | Detroit Pistons | 8  | 0  | 1,8  | 0,0  | -   | 25,0 | 0,4 | 0,1 | 0,1 | 0,0 | 0,1  |
| 2005     | Detroit Pistons | 9  | 0  | 2,3  | 28,6 | -   | 100  | 0,4 | 0,1 | 0,0 | 0,1 | 0,6  |
| 2007     | Orlando Magic   | 4  | 0  | 28,8 | 58,8 | -   | 52,9 | 4,5 | 1,0 | 0,3 | 1,0 | 12,3 |
| Carriera | Carriera        | 21 | 0  | 7,1  | 48,9 | -   | 50,0 | 1,2 | 0,3 | 0,1 | 0,2 | 2,6  |

## Palmarès
- Campionato NBA: 1

Detroit Pistons: 2004